# Pagode de Leifeng
La pagode de Leifeng (chinois simplifié : 雷峰塔 ; pinyin : léi fēng tǎ ; litt. « Tour Leifeng ») est une pagode situé près du lac de l'Ouest dans la ville de Hangzhou en République populaire de Chine.  La pagode est originellement construite en 975, mais s'est effondrée en 1924 par manque d'entretien, avant d'être reconstruite en 2002.
Elle est très célèbre en Chine, car elle est citée dans la Légende du serpent blanc, un des plus grands romans classiques chinois.

## Voir aussi

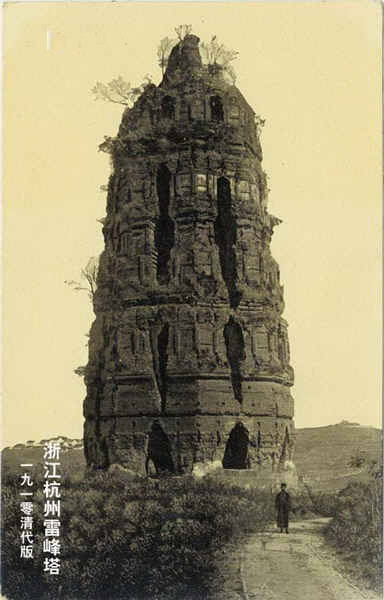
Ancienne pagode de Leifeng